# Henri V (Shakespeare)
Pour les articles homonymes, voir Henry V et Henry.
Henri V (The Chronicle History of Henry the Fifth, en français : La Chronique de l’histoire d’Henri Cinquième) est une pièce de théâtre de William Shakespeare écrite aux alentours de 1599.
La pièce raconte la vie du roi Henri V d'Angleterre (1387-1422) et en particulier des événements qui précèdent et qui suivent la bataille d'Azincourt (25 octobre 1415).
Cette pièce est la dernière d'une tétralogie, précédée de Richard II et Henri IV (première et deuxième parties). Elle a donné lieu à quatre adaptations cinématographiques : L'une réalisée en 1944 par et avec Laurence Olivier, une autre en 1989 par Kenneth Branagh, une troisième version en 2012 pour la BBC avec Tom Hiddleston  et  Lambert Wilson. La dernière version Le Roi est réalisé par David Michôd en 2019.

## Un célèbre extrait de l’œuvre (avec trois traductions)
[…] This story shall the good man teach his son;
And Crispin Crispian shall ne'er go by,
From this day to the ending of the world,
But we in it shall be remembered,
We few, we happy few, we band of brothers.
For he to-day that sheds his blood with me
Shall be my brother; be he ne'er so vile,
This day shall gentle his condition;
And gentlemen in England now a-bed
Shall think themselves accurs'd they were not here,
And hold their manhoods cheap whiles any speaks
That fought with us upon Saint Crispin's day.
[…] À compter de ce jour jusqu'à la fin du monde,
Sans que de nous on se souvienne,
De nous, cette poignée, cette heureuse poignée d'hommes cette bande de frères.
Car quiconque aujourd'hui verse son sang avec moi,
Sera mon frère; si humble qu'il soit,
Ce jour anoblira sa condition.
Et les gentilshommes anglais aujourd'hui dans leur lit,
Se tiendront pour maudits de ne pas s'être trouvés ici,
Et compteront leur courage pour rien quand parlera,
Quiconque aura combattu avec nous le jour de la Saint Crépin.
[…] Le bon vieillard racontera cette histoire à son fils ;
et d’aujourd’hui à la fin des siècles, ce jour solennel ne passera jamais,
qu’il n’y soit fait mention de nous ; de nous, petit nombre d’heureux, troupe de frères :
car celui qui verse aujourd’hui son sang avec moi sera mon frère.
Fût-il né dans la condition la plus vile,
ce jour va l’anoblir :
et les gentilshommes d’Angleterre, qui reposent en ce moment dans leur lit
se croiront maudits de ne s’être pas trouvés ici.
Comme ils se verront petits dans leur estime, quand ils entendront parler
l’un de ceux qui auront combattu avec nous le jour de Saint-Crépin !
[…] Le bonhomme apprendra cette histoire à son fils.
Et la Saint-Crépin ne reviendra jamais,
d’aujourd’hui à la fin du monde,
sans qu’on se souvienne de nous,
de notre petite bande, de notre heureuse petite bande de frères !
Car celui qui aujourd’hui versera son sang avec moi,
sera mon frère ; si vile que soit
sa condition, ce jour l’anoblira.
Et les gentilshommes aujourd’hui dans leur lit en Angleterre
regarderont comme une malédiction de ne pas s’être trouvés ici,
et feront bon marché de leur noblesse, quand ils entendront parler l’un de ceux
qui auront combattu avec nous au jour de la Saint-Crépin !

## Personnages
- Le Chœur.

Anglais
- Le roi Henri V.
- Le duc de Gloucester, frère du roi.
- Le duc de Bedford, frère du roi.
- Le duc d’Exeter, oncle du roi.
- Le duc d’York, cousin du roi.
- Le comte de Salisbury.
- Le comte de Westmoreland.
- Le comte de Warwick.
- L’archevêque de Cantorbéry.
- L’évêque d’Ély.
- Fluellen, officier de l’armée anglaise.
- Gower, officier de l’armée anglaise.
- Macmorris, officier de l’armée anglaise.
- Jamy, officier de l’armée anglaise.
- Sir Thomas Erpingham, officier de l’armée anglaise.
- Bates, soldat de l’armée anglaise.
- Court, soldat de l’armée anglaise.
- Williams, soldat de l’armée anglaise.
- Nym, maraudeur de l’armée anglaise.
- Bardolphe, maraudeur de l’armée anglaise.
- Pistolet, maraudeur de l’armée anglaise.
- Le page de Falstaff, attaché à leur service.
- Mistress Quickly, hôtesse.
- Un héraut d’armes.

Les conjurés
- Le comte de Cambridge.
- Lord Scroop.
- Sir Thomas Grey.

Français
- Charles, roi de France.
- Le dauphin.
- Le duc de Bourgogne.
- Le duc d’Orléans.
- Le duc de Bourbon.
- Le connétable de France.
- Le sire de Rambures.
- Le sire de Grandpré.
- Le gouverneur d’Harfleur.
- Montjoie, roi d’armes de France.
- Les ambassadeurs de France.
- Isabeau, reine de France.
- Catherine, fille de Charles et d’Isabeau.
- Alice, dame d’honneur de Catherine.
- Seigneurs, dames, officiers, soldats, messagers.

## Divers
Certaines parties de la pièce étaient écrites en moyen français, avec des calembours bilingues, comme gown (con), foot (foutre)...